# María Prevolaraki
María Prevolaraki (en griego: Μαρία Πρεβολαράκη; Atenas, 21 de diciembre de 1991) es una deportista griega que compite en lucha libre.
Ganó tres medallas de bronce en el Campeonato Mundial de Lucha entre los años 2012 y 2022, y nueve medallas en el Campeonato Europeo de Lucha entre los años 2013 y 2025.

## Palmarés internacional
| Campeonato Mundial | Campeonato Mundial      | Campeonato Mundial | Campeonato Mundial |
| Año                | Lugar                   | Medalla            | Categoría          |
| ------------------ | ----------------------- | ------------------ | ------------------ |
| 2012               | Edmonton (Canadá)       | Medalla de bronce  | 55 kg              |
| 2017               | París (Francia)         | Medalla de bronce  | 53 kg              |
| 2022               | Belgrado (Serbia)       | Medalla de bronce  | 53 kg              |
| Campeonato Europeo |                         |                    |                    |
| Año                | Lugar                   | Medalla            | Categoría          |
| 2013               | Tiflis (Georgia)        | Medalla de plata   | 55 kg              |
| 2014               | Vantaa (Finlandia)      | Medalla de plata   | 56 kg              |
| 2017               | Novi Sad (Serbia)       | Medalla de bronce  | 53 kg              |
| 2018               | Kaspisk (Rusia)         | Medalla de bronce  | 53 kg              |
| 2021               | Varsovia (Polonia)      | Medalla de plata   | 53 kg              |
| 2022               | Budapest (Hungría)      | Medalla de plata   | 53 kg              |
| 2023               | Zagreb (Croacia)        | Medalla de bronce  | 53 kg              |
| 2024               | Bucarest (Rumania)      | Medalla de bronce  | 53 kg              |
| 2025               | Bratislava (Eslovaquia) | Medalla de oro     | 53 kg              |